# Tujhe Meri Kasam
Tujhe Meri Kasam è un film del 2003 diretto da Vijay K. Bhaskar.

## Trama
Rishi e Anju sono amici d'infanzia che cercano di scoprire se hanno qualcosa in più che un'amicizia tra di loro.